# Nørresundby Idrætscenter
Nørresundby Idrætcenter er det tidligere navn for et idrætsanlæg i Nørresundby på Lerumbakken 11. Nu hedder  idrætscenteret Skansen.
Hallen bliver til dagligt brugt af det lokale håndboldligahold, EH Aalborg og Nørresundby HK. Hallen har cirka plads til 800 tilskuere.
Ud over idrætshallen, tilbyder idrætcenteret også svømmehal, fitnesscenter, restaurant/cafe, overnatning, welness og kursus/træningscenter.
Idrætscentret blev oprindeligt bygget som et friluftsbad under navnet Skansebadet, som stod færdigt i 1968. I vinterhalvåret var bassinet beskyttet fra vind og vejr af en oppustelig plastboble, der fungerede som tag. Plastboblen gik i stykker under en storm i januar 1975, og blev derefter erstattet af et glashus, som blev indviet 1. juni 1977. Dette glashus blev, trods ringe stand, stående frem til september 1993, hvor man gennemgik en stor ombygning og tilføjede motionscenter, opvarmede bassiner, vandrutschebane, sauna og dampbad. I samme omgang ændrede faciliteterne navn til Svømmeland. Der er siden foretaget en renovering i 2022, hvorefter centret fik sit nuværende navn Skansen.

## Eksterne kilder og henvisninger
1. ↑  "Nørresundby Idrætcenter". nsbic. Hentet 12. januar 2019.
2. ↑  "Idrætsanlæg i Nørresundby siden 1958". Nørresundby Idrætcenter. Hentet 26. februar 2021.

|  | Denne artikel om en bygning eller et bygningsværk kan blive bedre, hvis der indsættes et (bedre) billede. Du kan hjælpe ved at afsøge Wikimedia Commons for et passende billede eller lægge et op på Wikimedia Commons med en af de tilladte licenser og indsætte det i artiklen. |

57°03′52″N 9°56′06″Ø / 57.0644°N 9.9349°Ø